# Лагури
Лагури — посёлок в Охинском городском округе Сахалинской области, административно в составе города Оха. На 2018 год в Лагури числится 1 улица Ленина, высота центра селения над уровнем моря — 20 м.
Назван по реке Лагуринке, название которой в свою очередь восходит к нивхскому лаги — «осенняя кета».
В январе 2016 года Лагури посетил губернатор Сахалинской области Олег Кожемяко и обсуждал меры по сохранению сахалинской лайки — редкой местной породы собак, которую сохраняет местный заводчик-энтузиаст Олег Селиверстов.